# 星井七瀬 恋愛シミュレーション
星井七瀬 恋愛シミュレーション（ほしいななせ れんあいシミュレーション）は、歌手・タレントの星井七瀬がメインパーソナリティを務める文化放送のラジオ番組。2003年10月1日放送開始、2008年3月24日をもって終了した。放送時間は水曜26:00 - 26:30（木曜2:00 - 2:30）→月曜26:00 - 26:30（火曜2:00〜2:30）。

## 概要
番組タイトルは、星井が番組開始直後の2003年10月15日に出したCD「恋愛15シミュレーション」より。
文化放送月 - 木曜26:00 - 27:00（火 - 金曜2:00 - 3:00）の「チェキラ〜CHECK IT OUT〜」枠で放送中の番組の中で、最長寿番組だった。
原則として単局放送だが、2006年10月〜2007年3月は、東北・北陸地方の5局がネットし6局ネットだった。
終了と入れ替わりに、2008年4月1日から、火曜26:00 - 27:00に移動・拡大した「工藤慎太郎 愛でいこうぜ!」内のミニ番組として「星井七瀬 ソフトクリームのせ☆ちょっと多めで!」が始まった。番組内では「リニューアル」とされている。

## 出演
- 星井七瀬
- 飯塚治（当時文化放送アナウンサー。番組内では、初期は「お手伝いアナの飯塚さん」、後期は「おせっかいアナの飯塚さん」と呼ばれた）

## スタッフ
- ☆GATA☆（表記はブログの署名による。本名未詳） -ディレクター
- 黒澤由香 - 構成作家。株式会社チーズ所属。

## 放送時間
文化放送以外は、2006年10月 - 2007年3月のみ。
- 文化放送 (QR)
  - 2003年10月 - 2005年3月 水曜26:00 - 26:30（木曜2:00 - 2:30）
  - 2005年4月〜2008年3月 月曜26:00 - 26:30（火曜2:00 - 2:30）
- 北日本放送 (KNB) 土曜19:00 - 19:30
- 北陸放送 (MRO) 土曜20:00 - 20:30
- 秋田放送 (ABS) 土曜21:30 - 22:00
- IBC岩手放送 (IBC) 日曜21:00 - 21:30
- 山形放送 (YBC) 日曜23:30 - 24:00

## コーナー
- 四ッ谷 なっちゃん劇場 → 浜松町 なっちゃん劇場 （2006年7月24日の文化放送浜松町移転によりコーナー名変更）
- なっちゃん お守り
- なぞなぞ なっちゃん
- なっちゃん セレクション

## ゲスト
- 2006年6月6日 HIDEBOH (THE STRiPES)